# Alicia Castro
Alicia Amália Castro (Bahía Blanca, 27 de julho de 1949) é uma diplomata argentina que foi embaixadora da Argentina no Reino Unido entre 2012 e 2016.
Castro entrou na política através do movimento sindical, tendo anteriormente trabalhado como comissária de bordo para a Aerolíneas Argentinas.
Foi eleita para a Câmara dos Deputados da Argentina em 1997 como deputada pela província de Buenos Aires, tendo sido posteriormente reeleita em 2001.
O Presidente Néstor Kirchner nomeou Castro como embaixadora na Venezuela em julho de 2006.
No contexto das crescentes tensões devido à disputa de soberania das Ilhas Malvinas, Castro foi nomeada embaixadora no Reino Unido em 26 de janeiro de 2012 - o cargo ficou vago desde a saída de Federico Mirré em 2008 como símbolo da desilusão da Argentina com a forma como o Governo britânico lidou com a disputa de soberania.
A disputa das Malvinas dominou o mandato de Castro como embaixadora no Reino Unido. Em 30 de abril de 2012 confrontou publicamente o Ministro dos Negócios Estrangeiros britânico, William Hague, sobre o assunto no lançamento do relatório anual sobre os direitos humanos do Ministério dos Negócios Estrangeiros. Após a morte de Margaret Thatcher, que tinha sido primeira-ministra do Reino Unido durante a Guerra das Malvinas, Castro foi convidada a comparecer ao funeral em 17 de abril de 2013, mas recusou a oferta.
Em 21 de agosto de 2013, Castro criticou o primeiro-ministro britânico David Cameron numa audiência perante o Senado argentino, sugerindo que era "burro" por emitir uma declaração sobre comentários feitos pelo Papa Francisco quando era arcebispo de Buenos Aires e "tolo" na sua atitude perante a disputa das Malvinas. Castro esclareceu mais tarde que os seus comentários tinham sido retirados do contexto.